# Preflight
Preflight avser, inom grafisk teknik, att tekniskt kontrollera huruvida ett digitalt material uppfyller vissa givna tekniska krav och tekniskt lämpar sig för tryck – t.ex. att bilderna i materialet har tillräckligt hög upplösning, att rätt ICC-profil använts som utprofil, att utfall finns definierat, att rätt PDF-version använts, att alla teckensnitt är inbäddade o.s.v. Preflight är ett steg bland flera inom prepress och innefattar i regel inte granskning av ren korrektur-karaktär, så som granskning av typografi och layout etc.
Idag sker oftast preflight automatiskt direkt genom speciella preflight-funktioner i moderna layoutprogramvaror (benämnt live preflight i Adobe Indesign) eller för PDF-dokument genom speciellt anpassade preflight-programvaror (t.ex. genom Adobe Acrobat eller Enfocus Pitstop eller som modul i tryckeriets prepress-system, så som Apogee Preflight). Preflight-funktionerna kan ibland också åtgärda vissa fel i materialet automatiskt.
Den uppsättning tekniska regler eller krav som det digitala materialet jämförs mot benämns preflightinställningar och kan definieras av det enskilda tryckeriet eller i generella branschstandarder, t.ex. utvecklade av organisationen Ghent PDF Work Group~.
"Manuell" preflight, t.ex. utförd av tryckeriets prepress-personal, kan dock ibland vara särskilt nödvändig i de fall materialet inte fullt ut kan kontrolleras automatiskt. Till grund för sådant manuellt arbete kan tryckeriet ha utvecklat egna interna checklistor.